# ضیافت شکار (آلبوم)
ضیافت شکار (به انگلیسی: The Hunting Party) ششمین آلبوم استودیویی گروه راک آمریکایی لینکین پارک است. این آلبوم توسط اعضای خود گروه مایک شینودا و برد دلسون تهیه و توسط شرکت‌های برادران وارنر و ماشین شاپ در ۱۳ ژوئن ۲۰۱۴ منتشر شد.
این اولین آلبوم پس از آلبوم متئورا (۲۰۰۳) بود که ریک روبین پس از سه آلبوم قبلی گروه با آنها همکاری نداشت. عنوان ضیافت شکار استعاره از متنی هست که گروه لینکین پارک حزبی هست که انرژی و روح را به راک شکار می‌کند.
ضیافت شکار خروجی از صدای الکترونیک راک از دو آلبوم استودیویی قبلی گروه هست. این آلبوم، توسط شینودا به سادگی به «یک ضبط راک» توضیح داده شد. جلد هنری این آلبوم توسط براندون پروینی بر مبنای طرح اولیه از جیمز جین طراحی شده‌است. آلبوم ظرف کمتر از یک سال ضبط و پخش شد و از ویژگی‌های آن حضور هنرمندانی همچون پیج همیلتون از گروه هلمت، دارون ملکیان، سیستم آو ا داون، تام مورلو از گروه ریج اگنست د ماشین و راکیم به عنوان اولین هنرمندانی بود که در یک آلبوم استودیویی گروه حضور داشتند.

## لیست آهنگ
همهٔ ترانه‌ها توسط لینکین پارک، به جز موارد ذکر شده نوشته شده‌است.
| ضیافت شکار | ضیافت شکار                             | ضیافت شکار                  | ضیافت شکار |
| شماره      | نام                                    | نویسنده(ها)                 | مدت        |
| ---------- | -------------------------------------- | --------------------------- | ---------- |
| ۱.         | «کلیدهایی به پادشاهی»                  |                             | ۳:۳۸       |
| ۲.         | «همگان برای هیچ» (فیت پیج همیلتون)     |                             | ۳:۳۳       |
| ۳.         | «همه به یک شکل گناه کاریم» (فیت راکیم) | لینکین پارک * ویلیام گریفین | ۵:۵۵       |
| ۴.         | «احضار»                                |                             | ۱:۰۰       |
| ۵.         | «جنگ»                                  |                             | ۲:۱۱       |
| ۶.         | «خرابات»                               |                             | ۳:۱۵       |
| ۷.         | «تا زمانی که رفته باشد»                |                             | ۳:۵۳       |
| ۸.         | «شورش» (فیت دارون ملکیان)              | لینکین پارک * دارون ملکیان  | ۳:۴۴       |
| ۹.         | «قبرها را علامت بزن»                   |                             | ۵:۰۵       |
| ۱۰.        | «میله کشش» (فیت تام مورلو)             |                             | ۲:۴۶       |
| ۱۱.        | «بالماسکه پایانی»                      |                             | ۳:۳۷       |
| ۱۲.        | «یک خط توی شن‌ها»                       |                             | ۶:۳۵       |
| مجموع مدت: | مجموع مدت:                             | مجموع مدت:                  | ۴۵:۱۲      |

| ضیافت شکار Xbox deluxe edition live bonus tracks | ضیافت شکار Xbox deluxe edition live bonus tracks | ضیافت شکار Xbox deluxe edition live bonus tracks | ضیافت شکار Xbox deluxe edition live bonus tracks |
| شماره                                            | نام                                              | نویسنده(ها)                                      | مدت                                              |
| ------------------------------------------------ | ------------------------------------------------ | ------------------------------------------------ | ------------------------------------------------ |
| ۱۳.                                              | «با تو» (live at Home Depot Center)              | لینکین پارک، میشائیل سیمسون، جان کینگ            | ۳:۴۲                                             |
| ۱۴.                                              | «Lost in the Echo» (live at Home Depot Center)   |                                                  | ۳:۵۷                                             |
| ۱۵.                                              | «Numb» (live at Home Depot Center)               |                                                  | ۳:۱۷                                             |
| ۱۶.                                              | «Burn It Down» (live at Home Depot Center)       |                                                  | ۳:۵۷                                             |
| مجموع مدت:                                       | مجموع مدت:                                       | مجموع مدت:                                       | ۶۰:۰۹                                            |

| دی‌وی‌دی هدیه ─ ضیافت شکار: زنده از مکزیک[a] | دی‌وی‌دی هدیه ─ ضیافت شکار: زنده از مکزیک[a] | دی‌وی‌دی هدیه ─ ضیافت شکار: زنده از مکزیک[a] | دی‌وی‌دی هدیه ─ ضیافت شکار: زنده از مکزیک[a] |
| شماره                                      | نام                                        | نویسنده(ها)                                | مدت                                        |
| ------------------------------------------ | ------------------------------------------ | ------------------------------------------ | ------------------------------------------ |
| ۱.                                         | «مقدمه»                                    |                                            | ۲:۳۱                                       |
| ۲.                                         | «مکانی برای سر من»                         | لینکین پارک، مارک واکفیلد، دو فارل         | ۲:۴۹                                       |
| ۳.                                         | «جدید Divide»                              |                                            | ۴:۴۰                                       |
| ۴.                                         | «Somewhere I Belong»                       |                                            | ۴:۱۶                                       |
| ۵.                                         | «قبرها را علامت بزن»                       |                                            | ۳:۲۱                                       |
| ۶.                                         | «Lies Greed Misery»                        |                                            | ۲:۲۸                                       |
| ۷.                                         | «Lost in the Echo»                         |                                            | ۳:۵۵                                       |
| ۸.                                         | «What I've Done»                           |                                            | ۳:۳۷                                       |
| ۹.                                         | «Burn It Down»                             |                                            | ۳:۵۴                                       |
| ۱۰.                                        | «در پایان»                                 |                                            | ۳:۲۹                                       |
| ۱۱.                                        | «Bleed It Out»                             |                                            | ۴:۵۱                                       |
| ۱۲.                                        | «یک قدم نزدیک‌تر»                           |                                            | ۴:۱۰                                       |
| مجموع مدت:                                 | مجموع مدت:                                 | مجموع مدت:                                 | ۴۱:۲۱                                      |

| بسته نرم‌افزاری دیجیتالی محدود ─ نظریه دورگه: زنده از فستیوال دانلود ۲۰۱۴ | بسته نرم‌افزاری دیجیتالی محدود ─ نظریه دورگه: زنده از فستیوال دانلود ۲۰۱۴ | بسته نرم‌افزاری دیجیتالی محدود ─ نظریه دورگه: زنده از فستیوال دانلود ۲۰۱۴ | بسته نرم‌افزاری دیجیتالی محدود ─ نظریه دورگه: زنده از فستیوال دانلود ۲۰۱۴ |
| شماره                                                                    | نام                                                                      | نویسنده(ها)                                                              | مدت                                                                      |
| ------------------------------------------------------------------------ | ------------------------------------------------------------------------ | ------------------------------------------------------------------------ | ------------------------------------------------------------------------ |
| ۱.                                                                       | «تکه کاغذ»                                                               |                                                                          | ۳:۱۳                                                                     |
| ۲.                                                                       | «یک قدم نزدیک‌تر»                                                         |                                                                          | ۳:۱۳                                                                     |
| ۳.                                                                       | «با تو»                                                                  | لینکین پارک، سیمسون، کینگ                                                | ۳:۳۴                                                                     |
| ۴.                                                                       | «قبرها را علامت بزن»                                                     |                                                                          | ۵:۰۰                                                                     |
| ۵.                                                                       | «خزیدن»                                                                  |                                                                          | ۳:۲۹                                                                     |
| ۶.                                                                       | «فرار کردن»                                                              | لینکین پارک، واکرفیلد                                                    | ۳:۱۶                                                                     |
| ۷.                                                                       | «بدست خودم»                                                              |                                                                          | ۳:۲۴                                                                     |
| ۸.                                                                       | «در پایان»                                                               |                                                                          | ۳:۴۰                                                                     |
| ۹.                                                                       | «مکانی برای سر من»                                                       | لینکین پارک، واکر فیلد، فرل                                              | ۳:۴۴                                                                     |
| ۱۰.                                                                      | «فراموش شده»                                                             | لینکین پارک، واکر فیلد، فرل                                              | ۳:۲۶                                                                     |
| ۱۱.                                                                      | «درمان برای خارش»                                                        |                                                                          | ۲:۵۰                                                                     |
| ۱۲.                                                                      | «مرا به دور میندازی»                                                     |                                                                          | ۳:۲۹                                                                     |

یادداشت
- ^  زندگی از مکزیک است لینکین پارک ۲۰۱۲ اجرای زنده در مونتری، مکزیک، ابتدا برای ثبت مرحله جهانی MTV.

## شکار (آکاپلاس + بی کلام)
شکار (آکاپلاس + بی کلام) بی کلام و آ کاپلا آهنگ‌های آلبوم ایجاد شده توسط لینکین پارک از آلبوم حزب شکار. منتشر شده در آی‌تیونز و آمازون در اوت ۱۲، ۲۰۱۴.

### لیست آهنگ
| شماره      | نام                                            | مدت     |
| ---------- | ---------------------------------------------- | ------- |
| ۱.         | «کلیدهایی به پادشاهی» (آکاپلا)                 | ۳:۳۹    |
| ۲.         | «همه برای هیچ» (فیت پیج همیلتون، آکاپلا)       | ۳:۳۴    |
| ۳.         | «همه به یک شکل گناه کاریم» (فیت راکیم، آکاپلا) | ۵:۵۴    |
| ۴.         | «جنگ» (آکاپلا)                                 | ۲:۱۱    |
| ۵.         | «خرابات» (آکاپلا)                              | ۳:۱۶    |
| ۶.         | «تا وقتی از دست بدیش» (آکاپلا)                 | ۳:۵۳    |
| ۷.         | «شورش» (آکاپلا)                                | ۳:۴۴    |
| ۸.         | «قبرها را علامت بزن» (آکاپلا)                  | ۵:۰۴    |
| ۹.         | «آخرین بالماسکه» (آکاپلا)                      | ۳:۳۸    |
| ۱۰.        | «یک خط توی شن‌ها» (آکاپلا)                      | ۶:۳۵    |
| ۱۱.        | «کلیدهایی به پادشاهی» (بی کلام)                | ۳:۲۹    |
| ۱۲.        | «همه برای هیچ» (فیت پیج همیلتون، بی کلام)      | ۳:۱۴    |
| ۱۳.        | «همه به یک شکل گناه کاریم» (بی کلام)           | ۵:۵۴    |
| ۱۴.        | «احضار» (بی کلام)                              | ۱:۰۲    |
| ۱۵.        | «جنگ» (بی کلام)                                | ۲:۰۵    |
| ۱۶.        | «خرابات» (بی کلام)                             | ۳:۱۸    |
| ۱۷.        | «تا وقتی از دست بدیش» (بی کلام)                | ۳:۴۱    |
| ۱۸.        | «شورش» (فیت دارون ملکیان، بی کلام)             | ۳:۴۵    |
| ۱۹.        | «قبرها را علامت بزن» (بی کلام)                 | ۵:۰۲    |
| ۲۰.        | «میله کشش» (فیت تام مورلو، بی کلام)            | ۳:۱۲    |
| ۲۱.        | «آخرین بالماسکه» (بی کلام)                     | ۳:۴۰    |
| ۲۲.        | «یک خط توی شن‌ها» (بی کلام)                     | ۶:۳۸    |
| مجموع مدت: | مجموع مدت:                                     | ۱:۲۶:۲۸ |

## پرسنل
| لینکین پارک - چستر بنینگتون – خوانندگی، رهبری ووکال در "همه به یک شکل گناه کاریم", "جنگ", "تا وقتی از دست بدیش", "قبرها را علامت بزن" و "آخرین بالماسکه", گیتار ریتم در "جنگ" - راب بوردون – درام (ساز), ساز کوبه‌ای - برد دلسون – گیتار لید، همخوان (موسیقی), تهیه‌کنندگی - دیو فارل – گیتار بیس، همخوان (موسیقی) - جو هان – گرامافون، سیمپلینگ، پروگرامینگ - مایک شینودا – ووکال، گیتار ریتم، ساز شستی‌دار، سینث‌سایزر، تهیه کنندگی، مدیر نوآوری، مهندس صدا موزیسین‌های همکار - پیج همیلتون – ووکال و گیتار (در "همه برای هیچ چیز") - دارون ملکیان – گیتار (در "شورش") - تام مورلو – گیتار (در "میله کشش") - راکیم – ووکال (در "همه به یک شکل گناه کاریم") | پرسنل فنی - Rob Cavallo – production (on "Wastelands"), A&R - Emile Haynie – production (on "Final Masquerade") - Ryan DeMarti – production coordination - Ethan Mates – engineering - اندی والاس (تهیه‌کننده) – mixing - Paul Suarez – Pro Tools - Josh Newell – digital editing - Emily Lazar – mastering - Rich Morales – mastering assistance - Alejandro Baima – assistant engineering - Brendan Dekora – assistant engineering - Jennifer Langdon – assistant engineering - Jerry Johnson – drum technician - Brandon Parvini – computer graphics, creative direction - Rickey Kim – creative direction - Annie Nguyen – art direction - James Jean – artwork - Brandon Cox – photography - Kymm Britton – publicity - Kas Mercer – publicity |

## نمودار و گواهینامه‌ها

### تک‌آهنگ
| سال  | ترانه                                  | رتبه    | رتبه    | رتبه | رتبه | رتبه | رتبه    | رتبه | رتبه | رتبه | رتبه | رتبه |
| سال  | ترانه                                  | US Rock | US Alt. | GER  | CAN  | UK   | UK Rock | AUS  | NZL  | AUT  | FRA  | SWI  |
| ---- | -------------------------------------- | ------- | ------- | ---- | ---- | ---- | ------- | ---- | ---- | ---- | ---- | ---- |
| ۲۰۱۴ | "همه به یک شکل گناه کاریم" (فیت راکیم) | ۱۹      | ۲۱      | ۳۲   | —    | ۱۳۸  | ۳       | —    | —    | ۴۸   | ۱۱۶  | ۵۰   |
| ۲۰۱۴ | "تا وقتی از دستش بدی"                  | ۱۷      | ۱۹      | ۲۴   | —    | ۷۸   | ۱       | ۵۸   | —    | ۳۳   | ۱۰۴  | ۲۳   |
| ۲۰۱۴ | "خرابات"                               | ۲۵      | —       | —    | —    | —    | ۷       | ۷۱   | —    | —    | ۷۶   | —    |
| ۲۰۱۴ | "شورش" (فیت دارون ملکیان)              | ۲۱      | —       | —    | —    | —    | ۱۳      | —    | —    | —    | ۸۳   | —    |
| ۲۰۱۴ | "آخرین بالماسکه"                       | ۱۸      | ۳۲      | ۷۰   | ۸۵   | ۱۰۶  | ۲       | ۴۳   | ۳۰   | ۶۵   | ۴۵   | ۶۴   |

### جدول دیگر ترانه‌ها
| سال  | آهنگ                               | اوج نمودار موقعیت |
| سال  | آهنگ                               | انگلستان سنگ      |
| ---- | ---------------------------------- | ----------------- |
| ۲۰۱۴ | "کلیدهای پادشاهی"                  | ۳۳                |
| ۲۰۱۴ | "برای همه چیز" (شامل صفحه همیلتون) | ۲۳                |

## تاریخ انتشار
| منطقه        | تاریخ          | فرمت           | برچسب                                   | Catalog no.   |
| ------------ | -------------- | -------------- | --------------------------------------- | ------------- |
| استرالیا     | ژوئن ۱۳، ۲۰۱۴  | سی‌دی           | ضبط. برادران وارنر، ماشین شاپ رکوردینگز | ناشناخته      |
| استرالیا     | ژوئن ۱۳، ۲۰۱۴  | سی‌دی box set   | ضبط. برادران وارنر، ماشین شاپ رکوردینگز | ناشناخته      |
| استرالیا     | ژوئن ۱۳، ۲۰۱۴  | سی‌دی+دی‌وی‌دی    | ضبط. برادران وارنر، ماشین شاپ رکوردینگز | ناشناخته      |
| استرالیا     | ژوئن ۱۳، ۲۰۱۴  | دانلود دیجیتال | ضبط. برادران وارنر، ماشین شاپ رکوردینگز | هیچ           |
| آلمان        | ژوئن ۱۳، ۲۰۱۴  | سی‌دی           | ضبط. برادران وارنر                      | ناشناخته      |
| آلمان        | ژوئن ۱۳، ۲۰۱۴  | سی‌دی+دی‌وی‌دی    | ضبط. برادران وارنر                      | ناشناخته      |
| آلمان        | ژوئن ۱۳، ۲۰۱۴  | دانلود دیجیتال | ضبط. برادران وارنر                      | هیچ           |
| هند          | ژوئن ۱۳، ۲۰۱۴  | دانلود دیجیتال | ضبط. برادران وارنر                      | هیچ           |
| هلند         | ژوئن ۱۳، ۲۰۱۴  | سی‌دی           | ضبط. برادران وارنر                      | ناشناخته      |
| هلند         | ژوئن ۱۳، ۲۰۱۴  | دانلود دیجیتال | ضبط. برادران وارنر                      | هیچ           |
| سوئیس        | ژوئن ۱۳، ۲۰۱۴  | سی‌دی           | ضبط. برادران وارنر                      | ناشناخته      |
| سوئیس        | ژوئن ۱۳، ۲۰۱۴  | سی‌دی+دی‌وی‌دی    | ضبط. برادران وارنر                      | ناشناخته      |
| سوئیس        | ژوئن ۱۳، ۲۰۱۴  | دانلود دیجیتال | ضبط. برادران وارنر                      | هیچ           |
| لهستان       | ژوئن ۱۶، ۲۰۱۴  | سی‌دی           | گروه موسیقی وارنر                       | ۰۰۹۳۶۲۴۹۳۷۵۹۳ |
| لهستان       | ژوئن ۱۶، ۲۰۱۴  | سی‌دی+دی‌وی‌دی    | گروه موسیقی وارنر                       | ۰۰۹۳۶۲۴۹۳۶۹۸۵ |
| بریتانیا     | ژوئن ۱۶، ۲۰۱۴  | سی‌دی           | ضبط. برادران وارنر                      | ناشناخته      |
| بریتانیا     | ژوئن ۱۶، ۲۰۱۴  | سی‌دی+دی‌وی‌دی    | ضبط. برادران وارنر                      | ناشناخته      |
| بریتانیا     | ژوئن ۱۶، ۲۰۱۴  | دانلود دیجیتال | ضبط. برادران وارنر                      | هیچ           |
| کره جنوبی    | ژوئن ۱۸، ۲۰۱۴  | سی‌دی           | گروه موسیقی وارنر                       | WKPD-۰۳۲۶     |
| کره جنوبی    | ژوئن ۱۸، ۲۰۱۴  | سی‌دی+دی‌وی‌دی    | گروه موسیقی وارنر                       | ۴۹۳۶۹–۸       |
| کره جنوبی    | ژوئن ۱۸، ۲۰۱۴  | دانلود دیجیتال | گروه موسیقی وارنر                       | هیچ           |
| هند          | ژوئن ۱۷، ۲۰۱۴  | سی‌دی           | گروه موسیقی وارنر                       | ۰۹۳۶۲۴۹۳۷۵۹۳  |
| ایالات متحده | ژوئن ۱۷، ۲۰۱۴  | سی‌دی           | ضبط. برادران وارنر، ماشین شاپ رکوردینگز | ناشناخته      |
| ایالات متحده | ژوئن ۱۷، ۲۰۱۴  | سی‌دی+دی‌وی‌دی    | ضبط. برادران وارنر، ماشین شاپ رکوردینگز | ۹۳۶۲-۴۹۳۶۹-۸  |
| ایالات متحده | ژوئن ۱۷، ۲۰۱۴  | دانلود دیجیتال | ضبط. برادران وارنر، ماشین شاپ رکوردینگز | هیچ           |
| آلمان        | اوت ۲۶، ۲۰۱۴   | LP             | ضبط. برادران وارنر                      | ناشناخته      |
| لهستان       | اوت ۲۶، ۲۰۱۴   | LP             | گروه موسیقی وارنر                       | ۰۰۹۳۶۲۴۹۳۵۷۱۱ |
| ایالات متحده | اکتبر ۲۱، ۲۰۱۴ | Vinyl          | ضبط. برادران وارنر/ماشین شاپ            | ناشناخته      |